# Nyakaledonienparakit
Nyakaledonienparakit (Cyanoramphus saisseti) är en fågel i familjen östpapegojor inom ordningen papegojfåglar.

## Utbredning och systematik
Fågeln förekommer på Nya Kaledonien. Vissa behandlar den som underart till rödpannad parakit.

## Status
IUCN erkänner inte längre fågeln som egen art och placerar den därför inte i någon hotkategori.